# Mistrzostwa Europy Strongman 1998
Mistrzostwa Europy Strongman 1998 – doroczne, indywidualne
zawody europejskich siłaczy.
Nieoficjalne mistrzostwa.
Data: 1998 r.

Miejsce:  Finlandia
WYNIKI ZAWODÓW:
| Miejsce | Zawodnik             | Kraj        | Punkty            |
| ------- | -------------------- | ----------- | ----------------- |
| 1.      | Jouko Ahola          | Finlandia   | 74                |
| 2.      | Magnús Ver Magnússon | Islandia    | 62                |
| 3.      | Svend Karlsen        | Norwegia    | 61                |
| 4.      | Magnus Samuelsson    | Szwecja     | 50                |
| 5.      | Juha Tuhkasaari      | Finlandia   | 44                |
| 6.      | Martin Muhr          | Niemcy      | 38                |
| 7.      | Riku Kiri            | Finlandia   | 35                |
| 8.      | Regin Vagadal        | Wyspy Owcze | 30                |
| 9.      | Berend Veneberg      | Holandia    | 26 (kontuzjowany) |
| 10.     | Heinz Ollesch        | Niemcy      | 11 (kontuzjowany) |